# Gennes (Doubs)
Gennes település Franciaországban, Doubs megyében. Lakosainak száma 676 fő (2022. január 1.). Gennes Montfaucon, Nancray, Saône, La Chevillotte és Vaire községekkel határos.

## Népesség
A település népességének változása:
| Lakosok száma | 174  | 375  | 501  | 634  | 632  | 673  | 681  | 682  | 682  | 676  |
|               | 1968 | 1982 | 1990 | 2006 | 2013 | 2015 | 2017 | 2019 | 2020 | 2022 |